# Verbandsgemeinde Daaden
Verbandsgemeinde Daaden é uma associação municipal localizada no distrito de Altenkirchen, no estado da Renânia-Palatinado.

## Comunidades
1. Daaden1
2. Derschen
3. Emmerzhausen
4. Friedewald
5. Mauden
6. Niederdreisbach
7. Nisterberg
8. Schutzbach
9. Weitefeld

## População da Comunidade
| - 1815 – 2.963 - 1835 – 3.891 - 1871 – 4.754 - 1905 – 6.672 - 1939 – 7.613 | - 1950 – 8.670 - 1961 – 10.465 - 1970 – 11.197 - 1987 – 11.219 - 2000 – 12.206 |

## Política
Cadeiras ocupadas na associação municipal:
|      | SPD | CDU | FDP | FWG | Total       |
| 2009 | 10  | 7   | 5   | 6   | 28 Cadeiras |
| 2004 | 9   | 9   | 4   | 6   | 28 Cadeiras |